# Championnat de France de football de deuxième division 1989-1990
Navigation
Division 2 1988-1989 Division 2 1990-1991
Le Championnat de France de football Division 2 1989-1990 a vu la victoire de l'AS Nancy-Lorraine.

## Les 36 clubs participants
| Groupe A - Olympique d'Alès - FC Annecy - Olympique avignonnais - SC Bastia - FC Chaumont - CSL Dijon - FC Gueugnon - FC Grenoble - FC Istres - CS Louhans-Cuiseaux - FC Martigues - FC Montceau - AS Nancy-Lorraine - Nîmes Olympique - US Orléans - AS Red Star - Stade de Reims - RC Strasbourg | Groupe B - SC Abbeville - Angers SCO - AS Beauvais - US Créteil - USL Dunkerque - EA Guingamp - La Roche VF (fusion entre AEP Bourg-sous-la-Roche et FC Yonnais) - Stade lavallois - Le Havre AC - RC Lens - AS Saint-Seurin - FC Lorient - Chamois niortais - Stade Quimpérois - Stade rennais FC - FC Rouen - Tours FC - US Valenciennes-Anzin |

## Classement final Groupe A
Victoire à 2 points
| Rang | Équipe                  | Pts | J  | G  | N  | P  | Bp | Bc | Diff |
| ---- | ----------------------- | --- | -- | -- | -- | -- | -- | -- | ---- |
| 1    | AS Nancy-Lorraine       | 50  | 34 | 21 | 8  | 5  | 62 | 24 | +38  |
| 2    | RC Strasbourg R         | 43  | 34 | 16 | 11 | 7  | 70 | 39 | +31  |
| 3    | Nîmes Olympique         | 43  | 34 | 17 | 9  | 8  | 56 | 34 | +22  |
| 4    | Olympique d'Alès        | 43  | 34 | 15 | 13 | 6  | 46 | 29 | +17  |
| 5    | FC Martigues            | 40  | 34 | 13 | 14 | 7  | 38 | 33 | +5   |
| 6    | SC Bastia               | 39  | 34 | 14 | 11 | 9  | 46 | 38 | +8   |
| 7    | Stade de Reims          | 35  | 34 | 13 | 9  | 12 | 37 | 32 | +5   |
| 8    | Olympique avignonnais P | 34  | 34 | 13 | 8  | 13 | 43 | 54 | -11  |
| 9    | FC Istres               | 31  | 34 | 10 | 11 | 13 | 39 | 44 | -5   |
| 10   | CSL Dijon               | 31  | 34 | 11 | 9  | 14 | 34 | 45 | -11  |
| 11   | FC Gueugnon             | 30  | 34 | 10 | 10 | 14 | 49 | 49 | 0    |
| 12   | US Orléans              | 30  | 34 | 10 | 10 | 14 | 44 | 49 | -5   |
| 13   | CS Louhans-Cuiseaux     | 30  | 34 | 8  | 14 | 12 | 38 | 44 | -6   |
| 14   | FC Annecy               | 30  | 34 | 9  | 12 | 13 | 31 | 43 | -12  |
| 15   | FC Chaumont P           | 29  | 34 | 10 | 9  | 15 | 36 | 52 | -16  |
| 16   | FC Grenoble             | 28  | 34 | 8  | 12 | 14 | 35 | 46 | -11  |
| 17   | AS Red Star P           | 28  | 34 | 9  | 10 | 15 | 27 | 47 | -20  |
| 18   | FC Montceau             | 18  | 34 | 5  | 8  | 21 | 33 | 62 | -29  |

Promotions et relégations
- Promotion en Division 1 1990-1991
- Barrages de promotion en Division 1
- Relégation en Division 3 1990-1991

Abréviations
- P : Promu de Division 3 1988-1989
- R : Relégué de Division 1 1988-1989

1. ↑  L'AS Red Star est repêché à la suite du choix du Racing Paris 1 de descendre en D3 pour risque de faillite.

## Classement final Groupe B
Le Stade rennais finit premier du groupe B.
 Victoire à 2 points
| Rang | Équipe                  | Pts | J  | G  | N  | P  | Bp | Bc | Diff |
| ---- | ----------------------- | --- | -- | -- | -- | -- | -- | -- | ---- |
| 1    | Stade rennais FC        | 44  | 34 | 18 | 8  | 8  | 39 | 27 | +12  |
| 2    | US Valenciennes-Anzin   | 44  | 34 | 18 | 8  | 8  | 45 | 34 | +11  |
| 3    | FC Rouen                | 41  | 34 | 16 | 9  | 9  | 46 | 29 | +17  |
| 4    | Stade lavallois R       | 41  | 34 | 15 | 11 | 8  | 49 | 35 | +14  |
| 5    | Le Havre AC             | 40  | 34 | 16 | 8  | 10 | 46 | 28 | +18  |
| 6    | AS Beauvais             | 38  | 34 | 12 | 14 | 8  | 33 | 29 | +4   |
| 7    | Chamois Niortais FC     | 35  | 34 | 8  | 19 | 7  | 30 | 29 | +1   |
| 8    | RC Lens R               | 34  | 34 | 13 | 8  | 13 | 42 | 37 | +5   |
| 9    | US Créteil              | 33  | 34 | 10 | 13 | 11 | 33 | 31 | +2   |
| 10   | Angers SCO              | 33  | 34 | 10 | 13 | 11 | 45 | 44 | +1   |
| 11   | USL Dunkerque           | 33  | 34 | 9  | 15 | 10 | 28 | 36 | -8   |
| 12   | AS Saint-Seurin P       | 31  | 34 | 12 | 7  | 15 | 44 | 43 | +1   |
| 13   | EA Guingamp             | 31  | 34 | 9  | 13 | 12 | 32 | 38 | -6   |
| 14   | Tours FC P              | 30  | 34 | 11 | 8  | 15 | 46 | 46 | 0    |
| 15   | AEP Bourg-sous-la-Roche | 28  | 34 | 7  | 14 | 13 | 28 | 38 | -10  |
| 16   | FC Lorient P            | 27  | 34 | 9  | 9  | 16 | 32 | 52 | -20  |
| 17   | SC Abbeville            | 27  | 34 | 9  | 9  | 16 | 27 | 47 | -20  |
| 18   | Quimper Cornouaille FC  | 22  | 34 | 4  | 14 | 16 | 21 | 43 | -22  |

Promotions et relégations
- Promotion en Division 1 1990-1991
- Barrages de promotion en Division 1
- Relégation en Division 3 1990-1991
- Dépôt de bilan

Abréviations
- P : Promu de Division 3 1988-1989
- R : Relégué de Division 1 1988-1989

1. ↑  Le club dépose le bilan durant l'été 1990 et repart lors de la saison 1990-1991 en Division 3 sous le nom de Stade Quimpérois.

## Barrages
- Matches de pré-barrages :

US Valenciennes-Anzin - Nîmes Olympique 3-1
RC Strasbourg -  FC Rouen 2-0
- Barrage : RC Strasbourg - US Valenciennes-Anzin 0-0 / 3-2 (3-2)
- Barrage D1-D2 : RC Strasbourg (D2) - OGC Nice (D1) 3-1 / 0-6 (3-7)
- Match des champions : Stade rennais FC - AS Nancy-Lorraine 0-1 / 0-1 (0-2)

## Les champions de France de division 2
| Joueur                | Nationalité | Poste             | Matchs joués | Buts |
| --------------------- | ----------- | ----------------- | ------------ | ---- |
| Robert Dewilder       | France      | entraîneur        | 34           | -    |
| Éric Martin           | France      | Milieu de terrain | 34           | 1    |
| Sylvain Matrisciano   | France      | Gardien de but    | 34           | 0    |
| Éric Bertrand         | France      | Défenseur         | 33           | 1    |
| Franck Gava           | France      | Milieu de terrain | 33           | 4    |
| Fernando Zappia       | Argentine   | Défenseur         | 33           | 1    |
| Claude Deplanche      | France      | Défenseur         | 32           | 2    |
| Ray Stephen           | Écosse      | Attaquant         | 32           | 17   |
| Slavoljub Nikolić     | Yougoslavie | Milieu de terrain | 31           | 6    |
| Marco Morgante        | France      | Milieu de terrain | 28           | 6    |
| Bernard Bureau        | France      | Attaquant         | 26           | 4    |
| David Zitelli         | France      | Attaquant         | 23           | 14   |
| Paul Fischer          | France      | Défenseur         | 20           | 1    |
| Pascal Harmand        | France      | Défenseur         | 17           | 0    |
| Jean-Didier Leuregans | France      | Milieu de terrain | 11           | 2    |
| Richard Honorine      | France      | Défenseur         | 9            | 1    |
| Franck Boschetti      | France      | Défenseur         | 9            | 0    |
| Denis Hindelang       | France      | Milieu de terrain | 7            | 0    |
| Denis Gerval          | France      | Milieu de terrain | 4            | 0    |
| Jocelyn Fontanel      | France      | Défenseur         | -            | -    |

## Tableau d'honneur
- Montent en D1 : AS Nancy-Lorraine, Stade rennais FC
- Descendent en D2 : FC Mulhouse, RC Paris (décide volontairement de descendre en D3, jugeant le risque de faillite trop élevé)
- Montent en D2 : Gazélec Ajaccio, FC Bourges, SAS Épinal, Le Mans UC, Stade Rodez Football, Olympique Saint-Quentin
- Descendent en D3 : SC Abbeville (repart en DH à la suite de son dépôt de bilan), FC Grenoble, FC Lorient, FC Montceau, Quimper Cornouaille FC (repart en D3 sous le nom de Stade Quimpérois à la suite de son dépôt de bilan)

## Buteurs
| Place | Joueur           | Nationalité | Club          | Buts | Groupe |
| ----- | ---------------- | ----------- | ------------- | ---- | ------ |
| 1er   | Didier Monczuk   | France      | RC Strasbourg | 26   | Gr A   |
| 2e    | Alain Caveglia   | France      | FC Gueugnon   | 24   | Gr A   |
| 3e    | Youri Djorkaeff  | France      | RC Strasbourg | 21   | Gr A   |
| 3e    | Jean-Pierre Orts | France      | FC Rouen      | 21   | Gr B   |